# Zbyněk Ungr
Zbyněk Ungr (* 1. dubna 1933 Dobřív) je bývalý redaktor Československého (posléze Českého) rozhlasu Plzeň, autor rozhlasových literárních pořadů a rozhlasový publicista.

## Život

### Původ
Narodil se do dělnické rodiny jako prvorozený syn Františka Ungra (1908–1963) a Marie Ungrové, roz. Křemenové, (1914–2000) v západočeské podbrdské obci Dobřív. Rod Ungrů žil v Dobřívě po několik generací a jeho členové byli nejčastěji zaměstnáni v místní huti.

### Studium
Už od raného věku jej rodiče, i přes své pouze základní vzdělání a nuzné poměry, podporovali v zájmu o literaturu. Po Obecné škole v Dobřívě (1939–1943) a navazující Měšťanské škole v Mirošově (za války Hauptschule in Miroschau, 1943–1946) pokračoval ve studiu na Reálném gymnáziu v Rokycanech (1946–1950), odkud přestoupil na Pedagogické gymnázium v Plzni (1950–1952), neboť uvažoval o učitelské dráze. V roce 1952 začal studovat na Vysoké škole politických a hospodářských věd na Fakultě společenských věd (mezi jeho pedagogy patřil např. Milan Machovec nebo Ivan Sviták). V roce 1953 přešel na Filozofickou fakultu Univerzity Karlovy na obor filozofie-historie, kterou v červnu roku 1957 absolvoval s titulem promovaný filozof. Po obhajobě rigorózní práce se stal doktorem filozofie (PhDr.).

### Přelom 50. a 60. let 20. století
Jako čerstvý absolvent nastoupil do pohraničí na místo metodika vzdělávání v Okresním osvětovém domě ve Stříbře. S pracovním zařazením nebyl příliš spokojený, zúčastnil se konkurzu na místo hlasatele do pražského rozhlasu. Postoupil do užšího výběru, ale dopis s pozvánkou byl z nevysvětlitelných důvodů poslán do Chebu místo do Stříbra, a proto se k němu oznámení dostalo až po termínu druhého kola. Na podzim roku 1958 přešel do Plzně jako pracovník Společnosti pro šíření politických a vědeckých znalostí, opět jako metodik v odborné sekci, organizoval přednášky a semináře, mezi nejčastější témata patřilo tehdy populární téma dobývání vesmíru či různé zdravotnické novinky.

## Rozhlasová práce

### Do roku 1968
První natáčení v rozhlase se zúčastnil na počátku 50. let 20. století, kdy jakožto student gymnázia zpíval v krajském pěveckém souboru. Externí redaktorská spolupráce začala až jeho pracovním přesunem do Plzně, sám nebo ve spolupráci zpracoval několik literárních příspěvků, připravoval texty na různé estrády. Na jaře roku 1964 nastoupil na stálé místo redaktora krajové redakce Československého rozhlasu Plzeň. Cesta k realizaci literárních pořadů nebyla jednoduchá, nejprve mu bylo přiděleno místo redaktora v zemědělské rubrice, následovala sekce státní správy a nakonec obor školství a kultura. Funkci literárního redaktora zastával toho času František Fabian. Redaktor Ungr se podílel na přípravě např. Kulturního měsíčníku, kde uplaňoval také příspěvky z literatury. V krajové redakci se dělala další témata: divadlo, film, osvěta, lidová tvořivost, školství, věda atd. Velkou akcí býval Mezinárodní filmový festival v Karlových Varech.

### Mezi lety 1968–1990
V srpnu 1968 byl jedním z hlasatelů, kteří vysílali z budovy plzeňského rozhlasu obleženého vojsky Varšavské smlouvy. V následném období normalizace měl ztížené pracovní podmínky, neprošel v kádrových prověrkách, v posudku měl uvedeno následující zdůvodnění: “Soudruh nebyl pro výkon redaktora schválen stranickou komisí a nemůže nadále tuto práci vykonávat. Bylo jednoznačně rozhodnuto, že ZO KSČ politickou záruku za s. Zbyňka Ungra nepřebírá a že musí odejít z funkce redaktora. Je třeba trvat na tom, aby odešel ze studia, a to z toho důvodu, že práci z politických důvodů vykonávat nemůže.” Dosavadní redaktor literárního úseku František Fabian byl přinucen k odchodu, jeho pozice zůstala neobsazená. Literární příspěvky, které přebíraly i další stanice, z plzeňského rozhlasu zcela vypadly. Zbyněk Ungr postupně navázal spolupráci s hlavní redakcí literárně dramatického vysílání v Praze a tímto způsobem dostával do vysílání příspěvky nejen ze západočeského literárního prostředí. Ungrovy literární pořady byly u posluchačů oblíbené, proto k jeho propuštění nedošlo, byť nepříjemnosti s nevyhovujícíc kádrovým posudkem jej pronásledovaly až do konce 80. let. Jeho redaktorská práce většinou obnášela výběr, případně také úpravu literární ukázky, přípravu úvodního slova, výkladu k autorovi a k vybranému dílu. Na některých pořadech se podílel také jako interpret. Je podepsán například pod pořady: Četba na pokračování, Chuť domova, Pokračování za pět minut, Stránky na dobrou noc (kolem 300 příspěvků), Na nedělní vlně, Pořad dokořán. Také připravoval půlhodinový pořad Bio Ilusion, který se zabýval filmy natočenými podle literární předlohy a skládal se z četby z knižní předlohy, zvukových ukázek z filmu a redakčního komentáře.

### Po roce 1990
Po roce 1990 se program plzeňského rozhlasu zaměřoval na posluchače v západních Čechách, připravovala se především četba, vznikly řady Příběhů s úsměvem, Příběhy o lásce a další. Připravoval pořad Echo - Nepovinná četba pro každého nebo Literární toulky. V roce 1994 odešel do důchodu a ještě následujících zhruba 5 let s rozhlasem spolupracoval, naposledy na pořadu Myšlenky pro dnešek a na různých medailoncích osobností.

### Spolupráce s osobnostmi
Během své mnohaleté rozhlasové práce spolupracoval s celou řadou osobností, rád vzpomíná například na natáčení příspěvku s herečkou Olgou Scheinpflugovou, vědcem Františkem Běhounkem či malířem Cyrilem Boudou. Svým jménem pokrýval příspěvky básníka Josefa Hrubého, který nesměl oficiálně publikovat.
Se spisovatelkou Marií Šulcovou, znalkyní Čapkova díla, usiloval o vybudování pomníku Karla Čapka u zámku v Chyši. Uvedenému záměru poskytoval mediální prezentaci. K odhalení Čapkovy busty došlo 28. května 1967.

## Dílo
Na motivy lidových pohádek napsal Pohádku o Honzovi, která byla natočena v roce 1997 (obsazení: Luděk Munzar, Martin Stránský, Zora Kostková, Antonín Kaška, Tomáš Šolc, Kateřina Vinická, Josef Nechutný, Pavel Pavlovský, Barbora Munzarová, Inka Brendlová, Mikuláš Zindulka, Jakub Krejsa, hudba: Pavel Brom).
V roce 2016 a 2018 vyšly na CD detektivky s Sherlockem Holmesem, které pro Československý rozhlas připravil Zbyněk Ungr na základě literárního textu Arthura Conana Doyla. V nahrávkách účinkují: Jiří Tomek, Jaroslav Kuneš, Jiří Samek, Václav Neužil, Zuzana Slavíková, Pavel Pavlovský a další.

## Členství v odborných organizacích
Byl členem Svazu československých novinářů, nyní je členem Syndikátu novinářů České republiky, kde zastává pozici v dozorčí radě a také působí v pobočce pro západní Čechy. V roce 2022 vyšel jeho příspěvek ve sborníku této instituce.

## Současnost
Žije v rodném Dobřívě. S manželkou Jaroslavou, roz. Škvorovou (1933–2023), se kterou se oženil 31. ledna 1959 na Městském národním výboru v Rokycanech, má dvě dcery. Mezi jeho největší zálibu stále patří literatura, jeho osobní knihovna čítá kolem 8000 svazků.

## CD nosiče a vydané texty (výběr)
- Ungr, Zbyněk. Pohádka o Honzovi [zvukový záznam]. Plzeň: Avik, 1997. 1 zvuková deska.
- Doyle, Arthur Conan. Sherlock Holmes [zvukový záznam]. Překlad František Jungwirth a Jan Zábrana. Praha: Tebenas, 2016, 2016. 1 CD audio (78:35).
- Doyle, Arthur Conan. Šest případů Sherlocka Holmese [zvukový záznam]. Praha: Tebenas, 2018, 2018. 1 CD audio.
- Perem, kamerou a mikrofonem: o práci novinářů v Plzni ve druhé polovině 20. století. Plzeň: Syndikát západočeských novinářů, 2022. ISBN 9788087118245